# Cygański Zespół Pieśni i Tańca „Roma”
Cygański Zespół Pieśni i Tańca „Roma” – zespół muzyczno-taneczny prezentujący tradycyjny folklor Romów z Polski.
Zespół powstał prawdopodobnie w 1948 r. Twórcą i pierwszym dyrektorem Romy był Nano Senior Madziarowicz.
Zespół już w 1969 r. podlegał Estradzie Poznańskiej. Impresario zespołu był Hermes Roch (stroiciel fortepianów), Polak żonaty z Cyganką Fraskitą Ferenc, członkinią Romy. Siedzibą Zespołu był Kraków, a konkretnie m. zamieszkania dyrektora Władysława Iszkiewicza na osiedlu Wiśniowa w osiedlowym bloku. W zespole m.in. śpiewali i tańczyli – żona dyrektora Raisa, córka Wanda i syn Mirosław, a w latach 1969 do pocz. 1970 także tancerz i śpiewający polski gitarzysta Andrzej Szczechowiak z Drawska Pom. Głównym solistą wokalnym, był Wit Michaj, brat słynnego Michaja Burano (Michaj, to nazwisko, a Burano, to w romskim języku – burza). W zespole byli Romowie z Zabrza – min. Fuńka Kazimierow, Cindy Skorupska (alt) i Kropela z bratem Zdzisławem pochodzili z Gryfina oraz rodzina Stefanowiczów: Petro, Pomarańcz i rodzice z Krakowa, a także skrzypek z dynastii muzycznego rodu Czurejów – Miklosz Czureja (senior). W zespole na akordeonie przygrywał Jan Madziarowicz, na klawiszach, perkusji i basie grali Polacy. W zespole śpiewała także Polka o imieniu scenicznym Andrea. Iszkiewicz, zwany przez wszystkich „Nano Łaszio” (co w romskim języku znaczyło: wujek dobry) przyjaźnił się z dyrektorem Teatru Żydowskiego w Warszawie Szymonem Szurmiejem. Wiele koncertów Romy odbywało się właśnie w tym teatrze – w miejscu dzisiejszej Viktorii. Roma koncertowała wielokrotnie również w Sali Kongresowej PKiN, gdzie konferansjerkę prowadził Lucjan Kydryński i Jan Suzin. „Paszo wesz”, „Kaluryje, Szukaryje”, „Trades Euromenca”, Duj, duj” czy „Cyganeria”, to sztandarowe (bardzo charakterystyczne cygańskie rytmy) wówczas tytuły piosenek śpiewanych przez Romę, dziś zapomniane już nawet przez istniejące kapele cygańskie.
W 1971 r. zespół został oficjalnie afiliowany przy Estradzie Poznańskiej. Jego dyrektorem i kierownikiem artystycznym został Władysław Iszkiewicz. Zespół koncertował z powodzeniem w Polsce i za granicą (w NRD, Paryżu, Kanadzie i Stanach Zjednoczonych) do 1978 r., kiedy to po tournée po Szwecji prawie cały skład zdecydował się nie wrócić do kraju. Jedynym muzykiem zespołu, który powrócił do kraju, był Miklosz Czureja (senior). Zespół ten wydał co najmniej dwie płyty długogrające.
W 1984 r. Eugenia Skrzypińska reaktywowała wraz ze swym synem zespół opierając go na grupie cygańskiej z Wrocławia. Zespół działał początkowo przy Agencji Artystycznej Impart z Wrocławia pod nazwą Romandia, aby po kilku miesiącach wrócić pod skrzydła Estrady Poznańskiej, gdzie funkcjonował pod swoją dawną nazwą i został poszerzony o grupę tancerzy i skrzypków z dawnej ROM, którzy zdecydowali się wrócić do Polski. Nowa Roma otrzymała bardziej profesjonalną opiekę artystyczną od starej. Współpracowali z nią zawodowi choreografowie i muzycy. Kostiumy szyto w Teatrze Wielkim w Warszawie. Zespół koncertował w wielu krajach świata, w tym w Stanach Zjednoczonych. Brał też udział w produkcji filmów i programów rozrywkowych TVP, m.in. w Wiosenne wody z Nastassją Kinski.
W 1991 r. zespół rozpadł się ponownie. Część artystów wyjechała za granicę, a część utworzyła własne zespoły lub rozpoczęła kariery solowe. Karierę rozpoczął w tym czasie Bogdan Trojanek i związany z nim zespół Terne Roma, którego część członków pochodzi z zespołu Roma. Na tradycje Romy powołuje się też zespół o nazwie Don Vasyl i Cygańskie Gwiazdy.
Około roku 1995 został założony we Włocławku przez byłego członka Romy Cezarego Majewskiego działający obecnie Cygański Zespół Pieśni i Tańca Roma jako artystyczna kontynuacja wcześniejszych zespołów o tej samej nazwie. Zespół jest afiliowany przy Międzynarodowym Stowarzyszeniu Twórców Romskich „Roma” w Polsce. Jego dyrektorem artystycznym jest Cezary Majewski. Cezary Majewski zarejestrował nazwę swojego zespołu i uważa się za jedynego prawowitego kontynuatora osiągnięć dawnych zespołów o tej samej nazwie.